# Achatinella fulgens
Achatinella fulgens là một loài ốc sống trên cạn đã tuyệt chủng trong họ Achatinellidae. Đây là loài đặc hữu của Hawaii.